# Endrőc
Endrőc é um município da Hungria, situado no condado de Baranya. Tem 11,33 km² de área e sua população em 2019 foi estimada em 351 habitantes.